# Severin Elektrogeräte

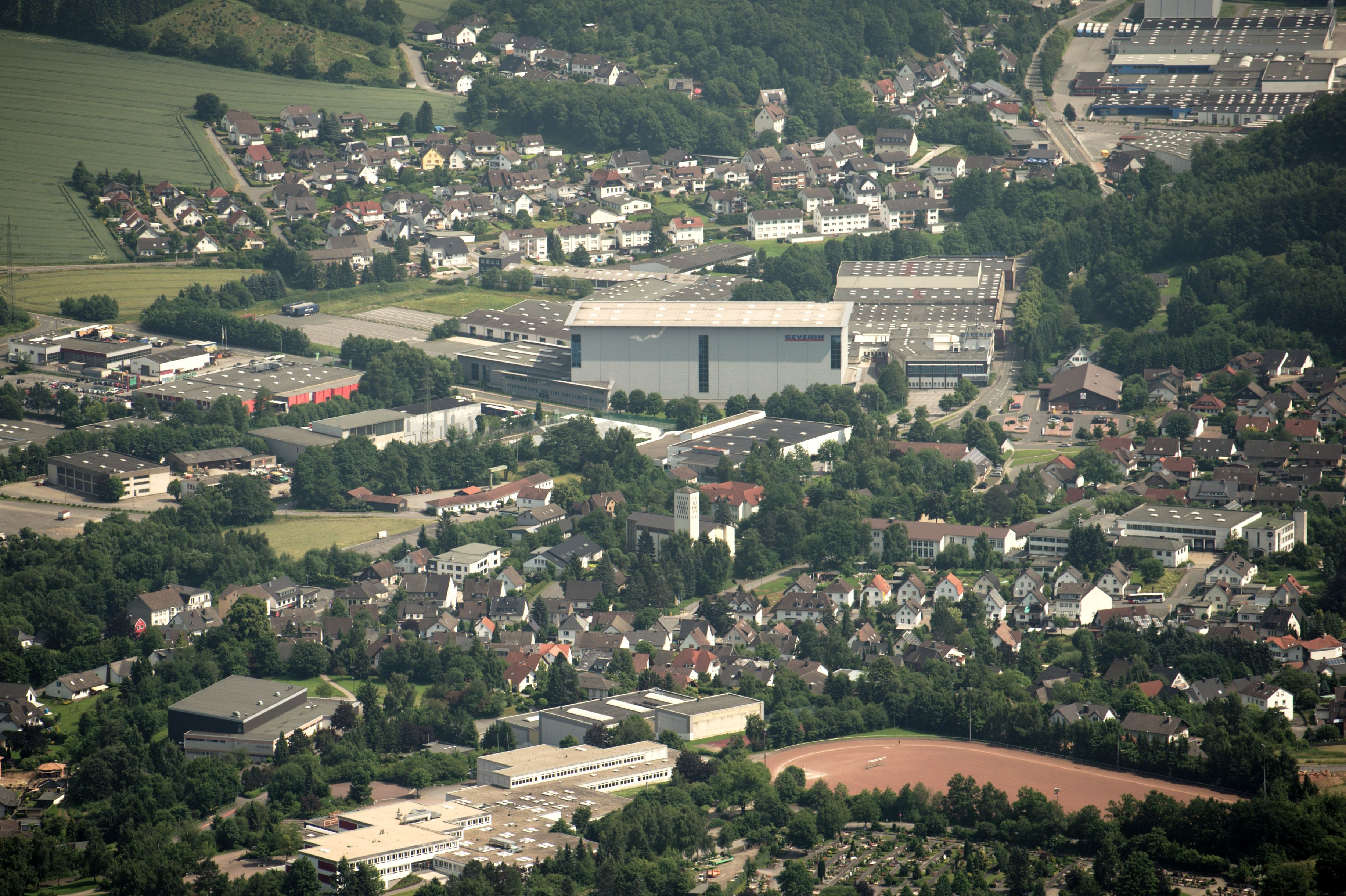
Sitz in Sundern mit Hochregallager

Die Severin Elektrogeräte GmbH ist ein Hersteller von elektrischen Haushaltsgeräten mit Sitz in Sundern. Er ist im Besitz der Unternehmerfamilie Knauf, die um Gipsplatten entstand.

## Unternehmensgeschichte
Die Severin Elektrogeräte GmbH ging aus einer 1892 von Anton Severin gegründeten Schmiede hervor. Nach dem Ersten Weltkrieg wurde die Anton Severin Metallfabrik gegründet. Mit der Herstellung von Gardinenstangen war sie eines von mehreren Unternehmen in Sundern, die sich auf diesen Bereich der Metallwarenherstellung spezialisierten. Im Dezember 1921 wurde die spätere Severin Elektrogeräte GmbH als A. Severin & Co. Gesellschaft mit beschränkter Haftung gegründet. Im Jahr 1922 wurde der Fabrikationsstandort im Stadtgebiet verlegt und zusätzlich mit der Herstellung von Aluminiumgeschirr begonnen. Kurze Zeit später wurde diese Produktpalette aufgegeben. Wichtiger wurde die Herstellung von Tortenplatten, Untersetzern und Glastellern, später kamen Servierwagen hinzu.
Bis nach Ende des Zweiten Weltkrieges blieb der Geschäftsgang eher bescheiden. Dies änderte sich nach der Währungsreform; das Unternehmen profitierte von der steigenden Nachfrage nach Konsumgütern. Im Jahr 1948 wurde eine neue Fabrikhalle errichtet. Seit 1952 produziert Severin vorwiegend Elektroartikel, vor allem für den Haushalt. Zwischen 1956 und 1962 expandierte das Unternehmen stark und wurde um vier Fabrikhallen erweitert. In Wenholthausen entstand 1962 ein Zweigwerk, das anfänglich Trockenhauben und Heizlüfter, später aber vorwiegend Kaffeeautomaten produzierte. 1966 entstand ein weiteres Werk in Wallen bei Meschede. Im Jahr des 75-jährigen Jubiläums 1967 wurden bereits 200 unterschiedliche Arten elektrischer Kleingeräte gefertigt. Zur Herstellung von Kunststoffteilen entstand 1977 ein Werk in Berge bei Meschede. Die Werke in Wallen und Wenholthausen wurden später wieder geschlossen.
Im Dezember 2024 gab man den Abbau von 50 Arbeitsstellen von 270 Stellen bekannt. Dazu wurde bekannt, dass es 2022 einen Verlust von 17 Millionen Euro gab, wobei die Zahlen für 2023 im Dezember 2024 noch nicht bekannt waren.

## Heutige Struktur
Zur Produktpalette gehören Artikel wie Kaffeeautomaten, Wasserkocher, Toaster, Eierkocher, Barbecue- und Raclette-Grills, Mixer, Staubsauger, Haar- und Körperpflegeprodukte. Insgesamt befinden sich mehr als 200 verschiedene Elektrogeräte im Lieferprogramm der Sauerländer. Das Unternehmen hatte 2011 weltweit über 2.600 Mitarbeiter und ist in über 80 Ländern vertreten. Severin besitzt Vertriebsniederlassungen in Frankreich, Spanien, Schweden, den Niederlanden, Italien und Polen. Produziert wird seit 1995 in Produktionswerken in Shenzhen, China. Die Fertigung in Sundern wurde im Jahr 2020 eingestellt. Zum Sommer 2013 reduzierte Severin die Anzahl der Beschäftigten in Sundern wegen geringem Umsatz von 387 im Jahr 2012 um 52 auf 335. Im März 2015 investierte die Unternehmerfamilie Knauf aus Dortmund in Severin und wurde zu 49 % beteiligt. Zum 1. Mai 2018 übernahm die Familie Knauf 100 % der Firmenanteile.